# Zuidboheemse Universiteit České Budějovice
De Zuidboheemse Universiteit České Budějovice (Tsjechisch: Jihočeská univerzita v Českých Budějovicích, afkorting: JU) is een universiteit in de Tsjechische stad České Budějovice. De instelling is in 1991 ontstaan na het samenvoegen van meerdere hogescholen in de stad. De universiteit is tegenwoordig opgedeeld in zeven faculteiten.

## Faculteiten en instituten
- Biologische faculteit
- Pedagogische faculteit
- Theologische faculteit
- Faculteit voor gezondheids- en sociale wetenschappen
- Agrarische faculteit
- Filosofische faculteit
- Faculteit voor economische wetenschappen

- Onderzoeksinstituut voor aquacultuur en hydrobiologie
- Instituut voor fysische biologie